# Gellénháza, Zala
Gellénháza  este un sat în districtul Zalaegerszeg, județul Zala, Ungaria, având o populație de 1.632 de locuitori (2011). 

## Demografie
Componența etnică a satului Gellénháza
     Maghiari (98,01%)
     Alții (1,99%)
Componența confesională a satului Gellénháza
     Fără religie (7,54%)
     Reformați (1,47%)
     Atei (1,23%)
     Necunoscută (88,6%)
     Alte religii (1,78%)
Conform recensământului din 2011, satul Gellénháza avea 1.632 de locuitori. Din punct de vedere etnic, majoritatea locuitorilor (98,01%) erau maghiari. Nu există o religie majoritară, locuitorii fiind persoane fără religie (7,54%), reformați (1,47%) și atei (1,23%). Pentru 88,6% din locuitori nu este cunoscută apartenența confesională.